# Ana Lucia Araujo
Ana Lucia Araujo est une historienne américaine d'origine brésilienne, spécialiste de l'histoire et de la mémoire de l'esclavage. Elle est professeure titulaire à l'université Howard (États-Unis). En 2017, elle a été nommée membre du comité scientifique international du projet La Route de l'esclave de l'UNESCO.

## Formation
Ana Lucia Araujo est née au Brésil. Elle a obtenu un baccalauréat en Arts visuels de l'université fédérale du Rio Grande do Sul (UFRGS), à Porto Alegre, Brésil en 1995 et une maîtrise en histoire de l'université pontificale catholique du Rio Grande do Sul (PUCRS), Porto Alegre, Brésil en 1998. Elle a émigré au Canada en 1999 et a obtenu un doctorat en histoire de l'art de l'Université Laval (Québec, Canada) en 2004. Son directeur de thèse fut David Karel (1944-2007). En 2007, elle a obtenu en cotutelle un doctorat en histoire (Université Laval) et un doctorat en anthropologie sociale et historique de l'École des hautes études en sciences sociales (Paris, France), sous la direction de l'historien Bogumil Jewsiewicki (Université Laval) et l'anthropologue Jean-Paul Colleyn (EHESS).

## Carrière
Ana Lucia Araujo a reçu une bourse postdoctorale du Fonds québécois de la recherche sur la société et la culture (FQRSC) en 2008, pour un projet intitulé : Droit à l'image: Restitution du patrimoine culturel et la construction de la mémoire des héritiers de l'esclavage pour travailler au Harriet Tubman Institute, Université York, Toronto, Canada. En 2008, elle devient professeure adjointe au Département d'histoire à l'université Howard (Washington). Elle devient professeure agrégée en 2011 et professeure titulaire en 2014. Araujo est l'éditeur de la collection Slavery: Past and Present chez Cambria Press (en). Elle donne des conférences aux États-Unis, au Canada, Brésil, France, Grande-Bretagne, Hollande, Argentine et autres, en anglais, français, portugais et espagnol.

## Recherche
Les travaux de recherche d'Ana Lucia Araujo explorent la mémoire publique et le patrimoine de l'esclavage dans le monde atlantique,. Le premier livre de Ana Lucia Araujo, Romantisme tropical : l'aventure d'un peintre français au Brésil publié en français, examine comment les relations françaises de voyage, notamment le livre de l'artiste français François-Auguste Biard (1799-1882), Deux années au Brésil, a contribué à la construction d'une image particulière du Brésil. En 2015, l'University of New Mexico Press (en) a publié une autre version de ce livre sous le titre Brazil Through French Eyes: A Nineteenth-Century Artist in the Tropics.
Elle a publié plusieurs livres sur l'histoire et la mémoire de l'esclavage. Public Memory of Slavery: Victims and Perpetrators in the South Atlantic World, son premier livre publié en anglais, examine les liens historiques entre le Brésil (Bahia) et l'ancien Royaume de Dahomey République du Bénin) pendant la période de la traite atlantique des esclaves. Elle explore comment les acteurs sociaux dans ces deux aires géographiques se sont engagés dans un processus collectif de patrimonialiser et commémorer le passé associé à l'esclavage pour créer des identités particulières à travers la construction des monuments, mémoriaux et musées. Son livre Shadows of the Slave Past: Memory, Heritage, and Slavery explore les processus mémoriels de l'esclavage et de la traite atlantique dans les Amériques, cette fois-ci privilégiant des études de cas au Brésil et aux États-Unis. Son livre Reparations for Slavery: A Transnational and Comparative History dresse une histoire des demandes de réparations matérielles et financières pour l'esclavage et la traite atlantique des esclaves,.
Dans Slavery in the Age of Memory: Engaging the Past (2020), elle explore les controverses concernant la construction et la suppression de monuments commémorant les propriétaires d'esclaves et les marchands d'esclaves, y compris la manière dont l'esclavage est représenté à Mount Vernon (la plantation du président des États-Unis, George Washington) et Monticello (la plantation du président des États-Unis Thomas Jefferson). Araujo intervient souvent dans les débats publics discutant de la suppression des monuments confédérés aux États-Unis, en faisant valoir que leur suppression ne consiste pas à effacer l'histoire, mais a affaire aux batailles de la mémoire publique. Elle souligne également que la chute des monuments pro-esclavagistes est une tendance mondiale. Son travail sur le déboulonnement des monuments pro-esclavagistes aux États-Unis, en Angleterre et en France a été  également présenté dans les médias, après les manifestations qui ont suivi l'assassinat de George Floyd en mai 2020. De même, son nouveau livre Museums and Atlantic Slavery (2021) discute la représentation de l'esclavage dans les musées, y compris le Musée d'histoire de Nantes et le Musée d'Aquitaine à Bordeaux en France.
Son livre The Gift: How Objects of Prestige Shaped the Atlantic Slave Trade and Colonialism (New York: Cambridge University Press, 2024) explore la contribution des objets de prestige aux échanges interculturels entre Africains et Européens durant la traite négrière atlantique. Une épée cérémonielle en argent du XVIIIe siècle, commandée dans le port de La Rochelle par des marchands français, fut offerte en cadeau à un agent commercial africain du port de Cabinda (royaume de Ngoyo), en Angola au XXIe siècle. Des marchands d'esclaves transportèrent cet objet de Cabinda à Abomey, capitale du royaume du Dahomey, dans la République du Bénin du XXIe siècle, d'où des officiers français le pillèrent à la fin du XIXe siècle. S'appuyant sur un riche ensemble de sources en français, anglais et portugais, ainsi que sur des objets conservés dans des musées d'Europe et des Amériques, Araujo met en lumière l'impact des objets de luxe sur les relations euro-africaines, et comment ces interactions économiques, culturelles et sociales ouvrirent la voie à la conquête et à la colonisation européennes de l'Afrique de l'Ouest et de l'Afrique centrale occidentale.
En 2024, Araujo a co-dirigé avec Myriam Cottias et Klara Boyer-Rossol, l'ouvrage Esclavages. Représentations visuelles et cultures matérielles (Paris: CNRS Éditions). En 2025, son livre Réparations: Combats pour la mémoire de l'esclavage (XVIIIe-XIXe siècles), traduit de l'anglais, a été publié chez Éditions du Seuil,.

## Publications

### Ouvrages
- Réparations: Combats pour la mémoire de l'esclavage. Paris: Seuil, 2025  (ISBN 9782021591637)
- Humans in Shackles: An Atlantic History of Slavery. Chicago: University of Chicago Press, 2024.  (ISBN 9780226771588).
- Esclavages. Représentations visuelles et cultures matérielles sous la direction, avec Myriam Cottias et Klara Boyer-Rossol. Paris: CNRS Éditions, 2024.  (ISBN 9782271151162).
- The Gift: How Objects of Prestige Shaped the Atlantic Slave Trade and Colonialism. New York: Cambridge University Press, 2024.  (ISBN 9781108839297).
- Museums and Atlantic Slavery. Oxon, New York: Routledge, 2021.  (ISBN 9780367530082).
- Slavery in the Age of Memory: Engaging the Past . London, New York: Bloomsbury, 2020.  (ISBN 9781350048492).
- Reparations for Slavery and the Atlantic Slave Trade: A Transnational and Comparative History. London, New York: Bloomsbury, 2017.  (ISBN 135001060X).
- Romantismo tropical: Um pintor francês nos trópicos. São Paulo: Editora da Universidade de São Paulo, 2017.  (ISBN 85-314-1647-7).
- Brazil through the French Eyes: A Nineteenth-Century Artist in the Tropics. University of New Mexico Press, 2015  (ISBN 0826337457).
- African Heritage and Memories of Slavery in Brazil and the South Atlantic World. dir., Cambria Press, 2015  (ISBN 1604978929).
- Shadows of the Slave Past: Memory, Heritage, and Slavery, Routledge, 2014  (ISBN 0415853923).
- Politics of Memory: Making Slavery Visible in the Public Space, Routledge, 2012  (ISBN 0415526922).
- Paths of the Atlantic Slave Trade: Interactions, Identities and Images, Cambria Press, 2011  (ISBN 1604977477).
- Crossing Memories: Slavery and African Diaspora, dir. Ana Lucia Araujo, Mariana P. Candido et Paul E. Lovejoy. Africa World Press, 2011  (ISBN 1592218202).
- Public Memory of Slavery: Victims and Perpetrators in the South Atlantic, Cambria Press, 2010  (ISBN 1604977140).
- Living History: Encountering the Memory of the Heirs of Slavery, Cambridge Scholars Publishing, 2009  (ISBN 1443809985).
- Romantisme tropical : l’aventure illustrée d’un peintre français au Brésil, Presses de l’Université Laval, 2008  (ISBN 2763786022).

### Articles
- « Raising the Dead: Walls of Names as Mnemonic Devices to Commemorate Enslaved People », Current Anthropology 61, no. 22, 2020, p. S328-S339.
- « Ghosts of Slavery », Afterword of the special number “Urban Slavery in the Age of Abolition,” special number edited by Karwan Fatah-Black, International Review of Social History 65, no. S28, 225-236.
- with Alice L. Conklin, Steven Conn, Denise Y. Ho, Barbara Kirshenblatt-Gimblett, and Samuel J. Redman. « Museums, History, and the Public in a Global Age », The American Historical Review 124, no. 5, 2019, p. 1631-1672.
- « The Death of Brazil’s National Museum », The American Historical Review 124, no. 2, 2019, p. 569-580.
- « Ports esclavagistes et mémoire publique de la traite atlantique des esclaves au Brésil et aux États-Unis », Revue du Philanthrope, no. 7, 2018, p. 43-59.
- « El purgatorio negro: historias de dos mujeres esclavizadas que resistieron la esclavitud en el sur profundo de Brasil », Millars. Espai i Història XLII, no. 1, 2017, p. 23-47.
- « Culture visuelle et mémoire de l’esclavage: Le regard français sur les populations d’origine africaine au Brésil du dix-neuvième siècle », Brésil(s): Sciences Humaines et Sociales, no 10, 2016, p. 1-27.
- « Black Purgatory: Enslaved Women’s Resistance in Nineteenth-Century Rio Grande do Sul, Brazil », Slavery and Abolition 36, no 4, 2015, p. 568-585
- « Memória pública comparada da emancipação e da abolição da escravidão: Abraham Lincoln e Princesa Isabel », dans Maria Helena Machado et Celso T. Castilho (dir.), Tornando-se Livre: Agentes Históricos e Lutas Sociais no Processo de Abolição, São Paulo, Editora da Universidade de São Paulo, 2015, p. 445-465
- « Gender, Sex, and Power: Images of Enslaved Women Bodies », dans Elizabeth Elbourne et Gwyn Campbell (dir.), Sex, Power, and Slavery, Columbus, Ohio University Press, 2014, p. 469-499
- « La correspondance du Roi Adandozan avec la couronne portugaise : petite histoire d’une grande amitié » dans Guy Saupin (dir.), Africains et Européens dans le monde atlantique XVe – XIXe siècle, Rennes, Presses Universitaires de Rennes, 2014, p. 129-151
- « Pierre Fatumbi Verger: Negotiating Connections Between Brazil and the Bight of Benin », Luso-Brazilian Review 50, no 1, 2013, p. 113-139
- « Zumbi and the Voices of the Emergent Public Memory of Slavery and Resistance in Brazil », Comparativ. Zeitschrift für Globalgeschichte und vergleichende Gesellschaftsforschung 22, no 2, 2012, p. 95-111
- « Dahomey, Portugal, and Bahia: King Adandozan and the Atlantic Slave Trade », Slavery and Abolition 3, no 1, 2012, p. 1-19
- « Local y global: Brasil y la memoria pública de la esclavitud », dans Marisa Pineau (dir.), Huellas y legados de la esclavitud en la esclavitud en las Américas: Proyecto UNESCO La Ruta del Esclavo, Buenos Aires, Editorial de la Universidad Nacional de Tres de Febrero, 2012, p. 121-134
- « Public Memory of Slavery in Brazil », dans Douglas Hamilton, Kate Hodgson et Joel Quirk (dir.), Slavery, Memory and Identity: National Representations and Global Legacies, Londres, Pickering & Chatto, 2012, p. 115-130
- « Transnational Memory of Slave Merchants: Making the Perpetrators Visible in the Public Space », dans Ana Lucia Araujo (dir.), Politics of Memory: Making Slavery Visible in the Public Space, New York: Routledge, 2012, p. 15-34
- « History, Memory and Imagination: Na Agontimé, a Dahomean Queen in Brazil », dans Toyin Falola et Sati U. Fwatshak (dir.), Beyond Tradition: African Women and their Cultural Spaces, Trenton, Africa World Press, 2011, p. 45-68
- « Texte et image: représentations et stéréotypes culturels de l’Amérique du Sud dans la revue Le Tour du monde (1860-1914) », dans Michèle Garneau, Hans-Jürgen Lüsebrink et Walter Moser (dir.), Enjeux interculturels des médias: Altérités, transferts et violences, Ottawa, Presses de l'Université d'Ottawa, 2011, p. 291-312
- « Forgetting and Remembering the Atlantic Slave Trade: The Legacy of Brazilian Slave Merchant Francisco Felix de Souza », dans Ana Lucia Araujo, Mariana P. Candido et Paul Lovejoy (dir.), Crossing Memories: Slavery and African Diaspora, Trenton, Africa World Press, 2011, p. 79-103
- « Welcome the Diaspora: Slavery Heritage Tourism and the Public Memory of the Atlantic Slave Trade », Ethnologies 32 no 2, 2010, p. 145-178
- « Aquele que ‘salva’ a mãe e o filho », Tempo 15, no 29, 2010, p. 43-66
- « Slavery, Royalty and Racism: Representations of Africa in Brazilian Carnaval », Ethnologies 31, no 2, 2010, p. 131-167
- « Mémoire de l’esclavage et les enjeux politiques de la patrimonialisation en République du Bénin », dans Myriam Cottias, Elisabeth Cunin et Antônio de Almeida Mendes (dir.), Les traites et les esclavages: Perspectives historiques et contemporaines, Paris, Karthala, 2010, p. 357-369
- « Enjeux politiques de la mémoire de l’esclavage dans l’Atlantique Sud: La reconstruction de la biographie de Francisco Félix de Souza », Lusotopie XVI, no 2, 2009, p. 107-131
- avec Francine Saillant « Qui est Afro-Brésilien ? Ethnographie d’un débat d’identité au sein d’une communauté virtuelle », Ethnographiques.org 19, décembre 2009, [lire en ligne]
- « Caminhos atlânticos: memória e representações da escravidão nos monumentos e memoriais da Rota dos escravos », Varia História 25, no 41, 2009, p. 129-148
- « The Slave Past in the Present », dans Ana Lucia Araujo (dir.), Living History: Encountering the Memory of the Heirs of Slavery, Newcastle, Cambridge Scholars Publishing, 2009, p. 1-6
- « Images, Artefacts and Myths: Reconstructing the Connections Between Brazil and the Kingdom of Dahomey, »  dans Ana Lucia Araujo (dir.), Living History: Encountering the Memory of the Heirs of Slavery, Newcastle, Cambridge Scholars Publishing, 2009, p. p. 180-202
- « De victime à résistant : mémoires et représentations de l’esclavage dans les monuments publics de la Route des esclaves », Les Cahiers des Anneaux de la Mémoire 12, 2009, p. 84-102
- « Renouer avec le passé brésilien: la reconstruction du patrimoine post-traumatique chez la famille De Souza au Bénin », dans Bogumil Jewsiewicki et Vincent Auzas (dir.), Traumatisme collectif pour patrimoine: Regards croisés sur un mouvement transnational, Québec, Presses de l’Université Laval, 2008, p. 305-330
- « L’esclavage au Brésil: le travail du mouvement noir » (co-auteure avec Francine Saillant), Ethnologie Française XXXVII, no 3, 2007, p. 457-466
- avec Francine Saillant, « Zumbi: mort, mémoire et résistance », Frontières 19, no 1, 2006, p. 37-42
- « Encontros difíceis: o artista-herói e os índios corrompidos no relato de viagem Deux Années au Brésil (1862) », Luso-Brazilian Review 42, no 2, 2005, p. 15-39
- « Les représentations de l’esclavage dans les gravures des relations Voyage pittoresque et historique au Brésil (1834) de Jean-Baptiste Debret (1768–1848) et Deux Années au Brésil (1862), de François-Auguste Biard (1799-1882) », Canadian Journal of Latin American and Caribbean Studies 59, no 30, 2005, p. 161-183
- « Bon sauvage ou Méphistophélès? La représentation de l'Amérindien brésilien dans les relations Voyage pittoresque et historique au Brésil (1834) et Deux Années au Brésil (1862) », Francophonie en Amérique, Université Laval, 2005, p. 80-92

### Conférences enregistrées
- Sites of Disembarkation and the Public Memory of the Atlantic Slave Trade dans le colloque international The States of Memory of Slavery: International Comparative Perspectives. La mémoire de l’esclavage dans tous ses états. Perspectives internationales comparées, École des hautes études en sciences sociales, Paris, France, les 22 et 23 octobre, 2015 (vidéo).
- Le corps de l’esclave : mémoires et patrimoines blessés dans le séminaire international « Éprouver le Brésil. Mémoires, marges et subversions », organisé par le CÉLAT (Université Laval) et le Harriet Tubman Institute (York University), Université Laval pendant le Mois de l'histoire des noirs, le 26 février, 2015 (vidéo).